# ریکسدلر سوئدی

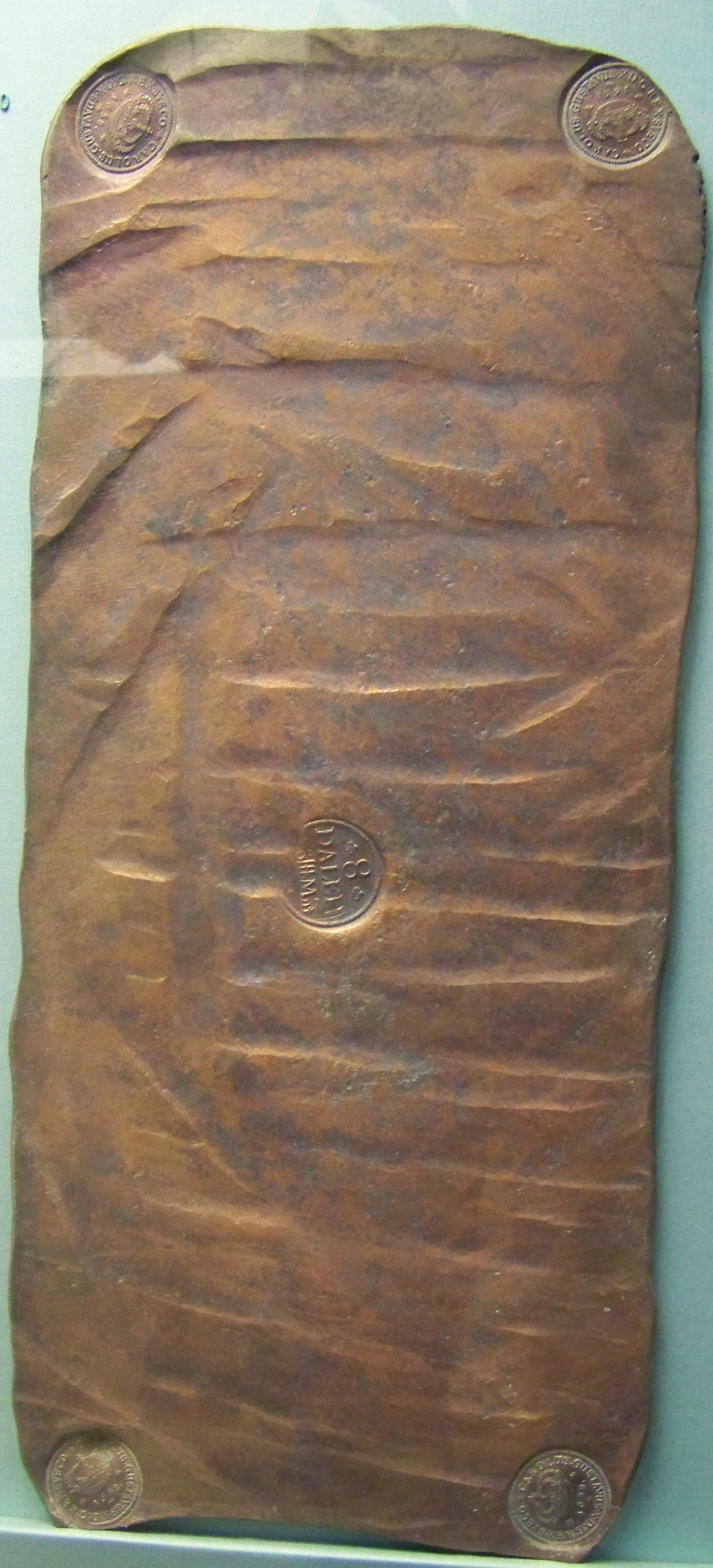
یک قطعه پول بشقابی ۸ دلاری (plåtmynt) در موزه بریتانیا

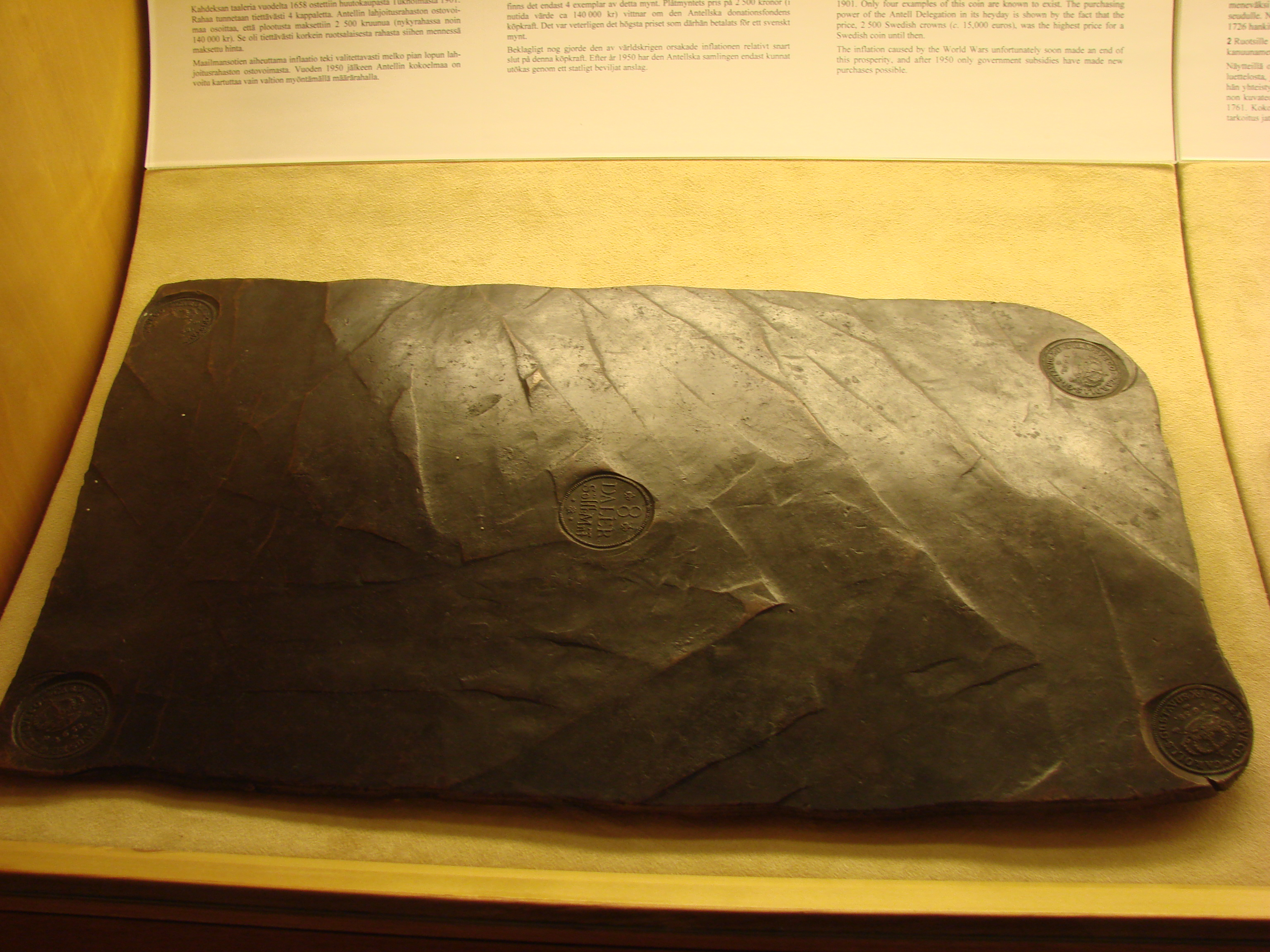
پول بشقابی (plåtmynt) در فنلاند

ریکسدلر سوئدی (انگلیسی: Swedish riksdaler، سوئدی: Svenska riksdaler) نام یک سکهٔ سوئدی بود که برای اولین بار در سال ۱۶۰۴ ضرب شد. بین سال‌های ۱۷۷۷ تا ۱۸۷۳، این سکه پول رایج سوئد بود. دلر، مانند دلار، از نام تالر آلمانی گرفته شده است. دلارهای مشابه رایشستالر، ریکسدآلدر و ریگدلر به ترتیب در آلمان و اتریش-مجارستان، هلند و دانمارک-نروژ استفاده می‌شدند. «ریکسدلر» هنوز هم به عنوان یک اصطلاح محاوره‌ای برای کرون، واحد پول مدرن سوئد، استفاده می‌شود.

## تاریخچه

### سیستم حسابداری پنینگ
«دلر» در سال ۱۵۳۴ معرفی شد. در ابتدا برای استفاده بین‌المللی در نظر گرفته شده بود و به ۴ مارک تقسیم می‌شد و سپس یک مارک به ۸ اوره (öre) و سپس یک اوره به ۲۴ پنینگ تقسیم می‌شود. در سال ۱۶۰۴، نام آن به «ریکسدلر» ("دلر قلمرو"، رجوع کنید به رایششتالر) تغییر یافت. در سال ۱۶۰۹، ارزش ریکسدلر به ۶ مارک افزایش یافت، زمانی که سایر سکه‌های سوئدی تضعیف شدند، اما ریکسدلر ثابت ماند.
از سال ۱۶۲۴، دلرها هم از جنس مس و هم از جنس نقره منتشر می‌شدند. به دلیل ارزش پایین مس، پول‌های بشقابی بزرگ (plåtmynt) منتشر شدند. این پول‌ها قطعات مستطیلی شکل مسی بودند که در برخی موارد چندین کیلوگرم وزن داشتند و بزرگترین آنها ۱۰ دلار ارزش داشت و تقریباً ۲۰ کیلوگرم (۴۴ پوند) وزن داشت. آنها تا سال ۱۷۷۶ در گردش بودند. با کمیاب شدن نقره، ارزش دلر نقره نسبت به دلر مسی افزایش یافت و نرخ مبادله بین این دو در نهایت با نسبت سه به یک تعیین شد. واحدهای پول مسی با K.M. یا KMT مشخص می‌شدند و S.M. یا SMT نشان دهنده پول نقره بود.
اندازه و وزن سنگین پول بشقابی در نهایت باعث شد سوئد اولین کشور اروپایی باشد که اسکناس منتشر می‌کند. این اسکناس‌ها توسط بانک استکهلم در سال ۱۶۶۱ منتشر شدند. این اسکناس‌ها به دلیل تولید بیش از حد، بخش زیادی از ارزش خود را از دست دادند، اما توانستند مشکل فوری را کاهش دهند. آنها تا سال ۱۶۶۷ منتشر شدند. در سال ۱۶۸۱، ارزش دلار نقره کاهش یافت، به طوری که یک ریکسدلر برابر با دو دلار نقره شد. کاهش ارزش بیشتر در سال ۱۷۱۲ منجر به برابری یک ریکسدلر با سه دلار نقره شد. در پایان ژوئیه ۱۷۶۸، پول ورقه‌ای سنگین منسوخ شد، اما در ۴ اوت به دلیل نیاز دوباره رواج یافت.
لاشه کشتی نیکوبار» منبع بسیاری از نمونه‌های پول ورقه‌ای در دوره مدرن است.

### سیستم حسابداری ریکسدلر
در سال ۱۷۷۶، یک سیستم ارزی جدید اعلام شد که در آغاز سال ۱۷۷۷ به کار گرفته شد. واحد پول جدید بر اساس ریکسدلر بود که به ۴۸ «اسکیل» (به ارزش دو اوره قدیمی، که گاهی اوقات «شیلینگ» با جمع «شیلینگار» نوشته می‌شود) تقسیم می‌شد، و هر اسکیلینگ به ۱۲ «روند استیکن» تقسیم می‌شد. ارزش سکه‌های مسی از قبل موجود نصف شد و فقط جدیدترین سکه‌های نقره ارزش اسمی خود را حفظ کردند.
پول جدید به صورت اسکناس (پول بدون پشتوانه) و سکه‌های نقره و مسی منتشر شد. در ابتدا، فقط Riksens Ständers Wexel-Banco (بانک ریکسداگ املاک) می‌توانست اسکناس منتشر کند، اما در سال ۱۷۸۹، Riksgälds Kontor (دفتر بدهی ملی سوئد) تأسیس شد و حق انتشار اسکناس‌های خود را به دست آورد. «سکه ریکسدلر» از نقره ضرب می‌شد، «ریکسدلر بانکو» توسط بانک و «ریکسدلر ریکسدلر» توسط اداره بدهی منتشر می‌شد. هم بانک و هم اداره بدهی سکه‌های مسی منتشر می‌کردند.
سکه ریکسدلر با وزن ۲۵.۵ گرم نقره خالص ضرب می‌شد و معادل سکه رایشستالر (یا ریگسدلر نروژی) مورد استفاده در سایر نقاط اسکاندیناوی و شمال آلمان بود. در مقابل، اسکناس‌ها به شدت از تورم ناشی از حق‌الضرب رنج می‌بردند. در سال ۱۸۰۳، ارزش این دو پول کاغذی به هم گره خورد، به طوری که ۱ ریکسدلر بانک = 11⁄2 ریکسدلر بانک = ۴ ریکسدلر ریکسدلر. در سال ۱۸۳۰، نرخ تبدیل سکه نقره نیز ثابت شد، به طوری که ۱ ریکسدلر بانک = 22⁄3 ریکسدلر بانک = ۴ ریکسدلر ریکسدلر. ارزش سکه‌های مسی بانک Riksens Ständers Wexel-Banco (نسبت به نقره) همگام با پول کاغذی بانک کاهش یافت. بنابراین، از سال ۱۸۳۰، ۱۲۸ سکه بانکی Skilling به گونه riksdaler وجود داشت و این سکه‌ها در سال ۱۸۳۴ به زیرمجموعه استاندارد جدید گونه riksdaler تبدیل شدند و نام «skilling banco» را به خود گرفتند.
در سال ۱۸۳۰، پس از تثبیت رابطه بین سکه‌های مسی و نقره‌ای و انتشار پول‌های کاغذی مختلف، سکه‌های مسی اسکیلینگ ۱⁄6 به همراه سکه‌های نقره‌ای جدید با عیارهای ۱⁄12، ۱⁄8، ۱⁄4 و ۱⁄2 ریکسدلر معرفی شدند. سکه‌های نقره جدید همگی با عیار ۰.۷۵۰ ضرب شدند و وزن آنها با هم مرتبط بود. تولید سکه‌های اسکیلینگ ۱⁄12، ۱⁄24، ۱⁄6 و ۱⁄3 ریکسدلر متوقف شد.
در سال ۱۸۳۵، سکه‌های مسی جدیدی شامل سکه‌های اسکیلینگ ۱⁄6، ۱⁄3، 2⁄3، ۱ و ۲، به همراه سکه‌های نقره‌ای ۱⁄16 ریکسدلر معرفی شدند. تولید سکه‌های ریکسدلر ۱⁄12 متوقف شد. سکه‌های مسی ۴ اسکیلینگ در سال ۱۸۴۹ و پس از آن سکه‌های نقره‌ای ۱⁄32 ریکسدلر در سال ۱۸۵۱ معرفی شدند. این دو سکه آخر که از نظر ارزش برابر بودند، به ترتیب تا سال‌های ۱۸۵۵ و ۱۸۵۳ ضرب شدند.

### سکه‌ها

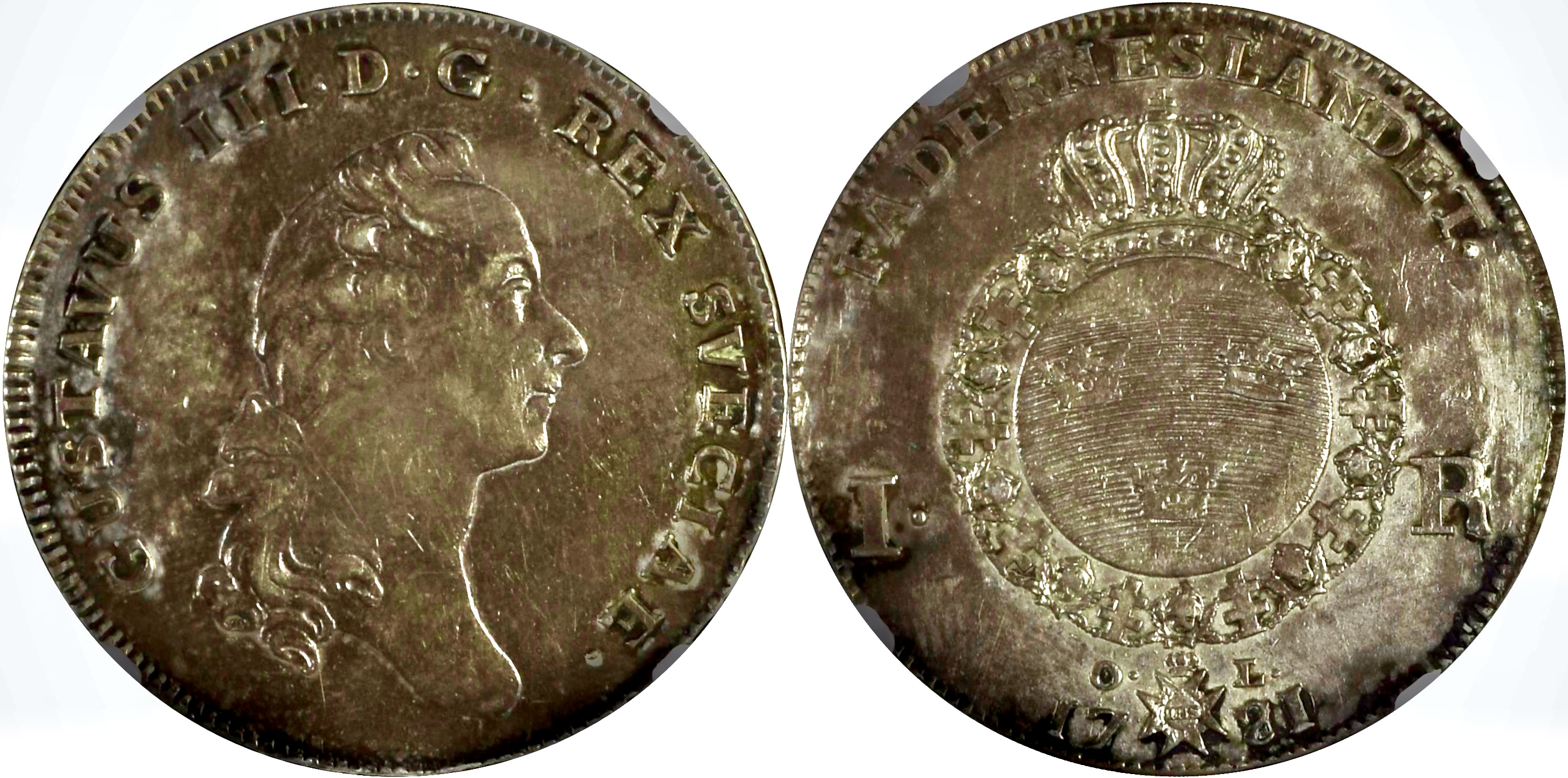
سکه نقره: سکه ۱ ریکسدلر با تصویر شاه گوستاو سوم در روی آن، قسمت داخلی آن مهر سلطنتی است که در سال ۱۷۸۱ ضرب شده است

در دهه ۱۷۷۰، قبل از معرفی واحد پول جدید، سکه‌ها با مقادیر ۱ اوره ک.م.، ۱، ۲، ۴، ۸ و ۱۶ اوره س.م.، ۱ و ۲ دلار س.م. و ۱ ریکسدلر منتشر می‌شدند.
پس از اصلاحات ۱۷۷۷، سکه‌های نقره در واحدهای ۱⁄24، ۱⁄12، ۱⁄6، ۱⁄3، 2⁄3 و ۱ riksdaler منتشر شدند. Riksgäldskontoret بین سال‌های ۱۷۹۹ تا ۱۸۰۲ ژتون‌های ۱⁄4 و ۱⁄2 (pollet) منتشر کرد و پس از آن از سال ۱۸۰۲ Riksens Ständers Wexel-Banco در واحدهای ۱⁄12، ۱⁄4، ۱⁄2 و ۱ riksdaler منتشر شدند.

### اسکناس‌ها
بین سال‌های ۱۶۶۱ تا ۱۶۶۷، بانک استکهلم اسکناس‌هایی را در طیف وسیعی از مقادیر ریکسدلر (۵۰ تا ۱۰۰۰)، نقره (۵۰ تا ۱۰۰۰) و مس (121⁄2 تا ۱۰۰۰) منتشر کرد. تولید پول کاغذی در سال ۱۷۰۱ از سر گرفته شد و توسط بانک کونگلیگا (که بعدها ریکسنس نام گرفت) منتشر شد. بسیاری از این اسکناس‌ها ارزش خود را در زمان انتشار با دست نوشته بودند. اسکناس‌های چاپ شده ۶، ۹، ۱۲، ۲۴ و ۳۶ دلار مس (دلار مس) بودند.
در سال ۱۷۷۷، اسکناس‌ها در واحدهای ۲ و ۳ ریکسدلر معرفی شدند، اگرچه اسکناس‌هایی با مبالغ دست‌نویس تا سال ۱۸۳۶ همچنان منتشر می‌شدند. در سال ۱۸۰۲، اسکناس‌های کوچک‌تر ۸، ۱۲ و ۱۶ شیلینگار معرفی شدند و پس از آن در سال ۱۸۰۳ اسکناس‌های ۱۰ و ۱۴ اسکیلینگار نیز عرضه شدند.
ریکس‌گالدز کنتور در سال ۱۷۹۰ اسکناس‌هایی با واحدهای دست‌نویس را معرفی کرد. اسکناس‌های چاپی ۱۲، ۱۶ و ۲۴ شیلینگار، ۱، ۲ و ۵ ریکسدلر در سال ۱۷۹۱ معرفی شدند و پس از آن در سال ۱۸۱۶ اسکناس‌های ۱۰، ۵۰ و ۱۰۰ ریکسدلر نیز عرضه شدند. ریکس‌گالدز کنتور در سال ۱۸۳۴ چاپ پول کاغذی را متوقف کرد.
از سال ۱۸۳۴، بانک وکسل ریکسنس استندرز، اسکناس‌های چاپی را منتشر کرد. برای ۸، ۱۲ و ۱۶ شیلینگار بانک و ۲ و ۳ ریکسدلر بانک. اسکناس‌های شیلینگار بانک تا سال ۱۸۴۹ منتشر می‌شدند، اما اسکناس‌های ریکسدلر فقط تا سال ۱۸۳۶ منتشر شدند.
بین سال‌های ۱۸۳۵ و ۱۸۳۶، بانک رایکز استندرز اسکناس‌هایی با ارزش ۳۲ اسکیلینگ بانک، ۲، 62⁄3، ۱۰، 162⁄3، 331⁄3، ۱۰۰ و ۵۰۰ ریکسدلر بانک را معرفی کرد. اسکناس‌ها همچنین با واحد پول رایج (۱، ۳، ۱۰، ۱۵، ۲۵، ۵۰، ۱۵۰ و ۷۵۰) و گونه‌های رایج (۱⁄۴، ۳⁄۴، ۲۱⁄۲، 33⁄4، 61⁄2، 121⁄2، 371⁄2 و 1871⁄2) علامت‌گذاری شده بودند. آخرین این اسکناس‌ها در سال ۱۸۵۷ تولید شدند.

### سیستم اعشاری از سال ۱۸۵۵
در سال ۱۸۵۵ دو اصلاح صورت گرفت، معرفی یک سیستم اعشاری و تغییر واحد پول اصلی از "بانکو" به "ریکس‌گلدز" (که به "ریکس‌دلر ریکس‌مینت" تغییر نام داد). یک گونه ریکس‌دلر برابر با ۴ گونه ریکس‌دلر ریکس‌مینت بود که هر کدام به ۱۰۰ "اور" تقسیم می‌شدند.
اصلاحات سال ۱۸۵۵ سکه جدیدی را معرفی کرد که شامل برنز ۱⁄2، ۱، ۲ و ۵ اور، نقره ۱۰، ۲۵ و ۵۰ اور، ۱ و ۲ گونه ریکس‌دلر ریکس‌مینت و ۱ گونه ریکس‌دلر بود. سکه‌های نقره، ظرافت ۰٫۷۵۰ سکه‌های قبلی را حفظ کردند و باعث شدند سکه ۱۰ اوره فقط ۰٫۸۵ گرم وزن داشته باشد.
از سال ۱۸۵۸، بانک Rikes Ständers اسکناس‌هایی با ارزش ۱، ۵، ۱۰، ۵۰، ۱۰۰، ۵۰۰ و ۱۰۰۰ riksdaler riksmynt منتشر کرد. تولید این اسکناس‌ها در سال ۱۸۶۹ توسط بانک مرکزی سوئد به عهده گرفته شد و اسکناس‌ها تا سال ۱۸۷۳ منتشر شدند.
اتحادیه پولی اسکاندیناوی در سال ۱۸۷۳ riksdaler riksmynt را با واحد پول جدیدی به نام کرون جایگزین کرد. یک کرون با ارزش برابر از اتحادیه پولی جایگزین سه ارز اسکاندیناوی با نرخ ۱ کرون/کرون = ۱⁄2 ریگسدلر دانمارکی = ۱⁄4 اسپسیدالر نروژی = ۱ ریکسدلر سوئدی riksmynt شد.